# Dipangkorn Rasmijoti
Titre
Héritier présomptif de Thaïlande
Depuis le 1er décembre 2016
(8 ans, 7 mois et 28 jours)
Signature
Le prince Dipangkorn Rasmijoti, né le 29 avril 2005 à Bangkok, est un membre de la famille royale de Thaïlande, fils du roi Rama X et de sa troisième épouse, Srirasmi Suwadee (en). 
Depuis 2016, il occupe la première place dans l'ordre de succession au trône thaïlandais, bien qu'ayant été diagnostiqué autiste,. Les autres fils du roi étant nés hors mariage, ils ne disposent d'aucun droit de succession au trône. Il est l'actuel héritier présomptif du trône de Thaïlande.

## Biographie
Dipangkorn Rasmijoti est le fils du roi Rama X et de sa troisième épouse, Srirasmi Suwadi. Il est le dernier d'une fratrie de sept frères et sœurs. Avec Bajrakitiyabha Mahidol, fille aînée du roi issue de son premier mariage avec Soamsavali Kitiyakara, mais en état de mort cérébrale depuis le 14 décembre 2022, ils sont les seuls enfants légitimes du roi. Ces demi-frères et sœur issus du deuxième mariage du roi avec Yuvadhida Polpraserth étant nés hors mariage.
D'après une enquête du magazine allemand Bild, Dipangkorn aurait une forme d'autisme,, expliquant qu'il vive reclus dans une villa de Bavière depuis le divorce de ses parents en 2015, car Rama X a entamé un programme de reconstruction[C'est-à-dire ?] impliquant de le soustraire au regard du public.

## Héritier du trône
Depuis l'accession au trône de son père le 1er décembre 2016, il est l'héritier présomptif du trône, sans avoir pour autant le titre de prince héritier de Thaïlande. En effet, la loi de succession de 1924 précise que « le titre de prince héritier est conféré au premier-né du roi et de son épouse royale », or le divorce de ses parents en 2014 retire à sa mère cette qualité. Sa position reste donc incertaine.

## Titulature
- Depuis le 29 avril 2005 : Son Altesse royale le prince Dipangkorn Rasmijoti.

## Décoration
- Médaille de service du roi Rama IX (29 avril 2005).